# Molto calmo (singolo)
Molto calmo è un singolo del cantautore italiano Neffa, pubblicato l'11 gennaio 2013 come primo estratto dall'album omonimo.

## Descrizione
Il brano ha un'atmosfera elettronica ed è un invito a mantenere la calma nel bene e nel male, qualunque cosa accada.

## Video musicale
Il video, diretto da Fabio Jansen, è stato pubblicato il 15 marzo 2013 attraverso il canale Vevo del cantante. Esso vede l'alternarsi di una serie di episodi che hanno come protagoniste persone diverse, tutte unite da un unico filo conduttore: problemi di dipendenza o violenza quotidiana. Si scorge quindi una baby gang che prende di mira un ragazzino al ritorno da scuola, una prostituta maltrattata dal suo protettore, la violenza verbale e fisica di un padre nei confronti della compagna, l'aggressività di un capo verso un suo dipendente e un uomo alle prese con la dipendenza da video poker.
Il videoclip si conclude con immagini di ribellione ai soprusi e di riscatto: perché un'altra vita è possibile.

## Tracce
1. Molto calmo – 4:01

## Classifiche

### Classifiche settimanali
| Classifica (2013) | Posizione massima |
| ----------------- | ----------------- |
| Italia            | 24                |

### Classifiche di fine anno
| Classifica (2013) | Posizione |
| ----------------- | --------- |
| Italia            | 97        |